# Mietshaus Bürgerwiese 20

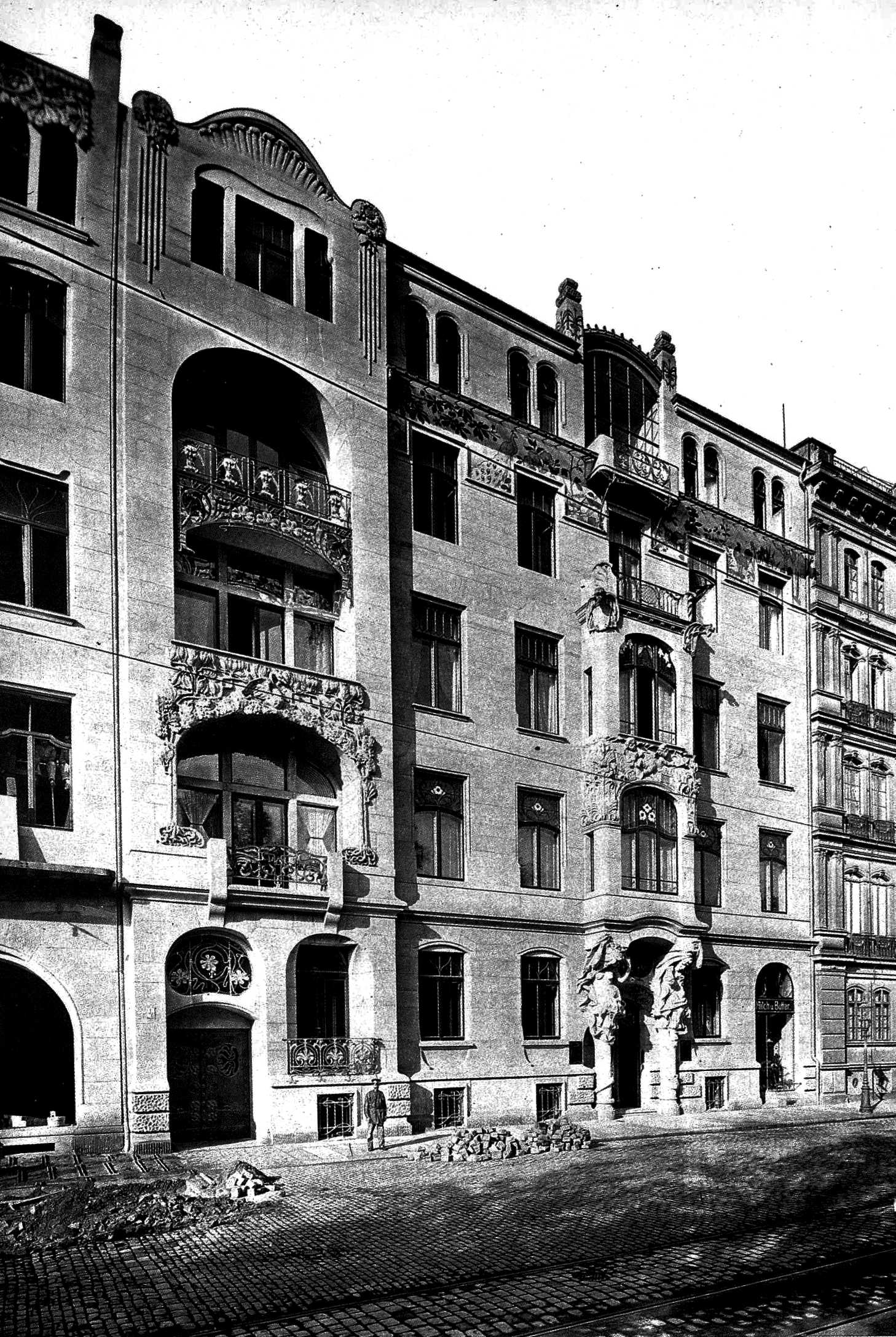
Mietshaus Bürgerwiese 20 (1900)

Das Mietshaus Bürgerwiese 20 in Dresden war ein im Jahr 1900 erbautes Jugendstil-Gebäude. Bei den Luftangriffen auf Dresden 1945 wurde das Haus zerstört. Das Gebäude war ein Nachfolgebau u. a. des Mietshauses Bürgerwiese 14.
Die von Felix Reinhold Voretzsch entworfene kostspielige Fassade in einer Kombination von Neobarock und Jugendstil zeigte einen „besonders hohe[n] gestalterische[n] Aufwand“. Voretzsch galt damals als einer der Vorreiter des modernen Jugendstils. So stand Voretzsch unter den Dresdner Architekten „[…] in der ersten Reihe“.
Der hohe bauplastische Aufwand schlug sich auch in den Baukosten nieder, sie betrugen 320.000 Mark. Das viergeschossige Gebäude mit Staffelgeschoss hatte eine Frontlänge von sieben Fensterachsen. Die fünfte Fensterachse wurde als Erker ausgebildet, der auf Erdgeschosshöhe von zwei im klassischen Dresdner Barock- und Rokokostil gestalteten Atlanten gestützt wurde. Dieser war mit reichhaltiger Bauplastik im damaligen modernen Jugendstil versehen. Die zweite und dritte Fensterachse bildeten einen Seitenrisalit, der an den Balkonbrüstungen ebenfalls reich mit bauplastischer Ornamentik im Jugendstil. Einer zeitgenössischen Meinung nach zeigte die „Komposition der Fassade bereits einen völlig modernen Zug, der sich ebenso entschieden auch in dem größten Teile der plastischen Ornamentik offenbart.“